# Берельский этап

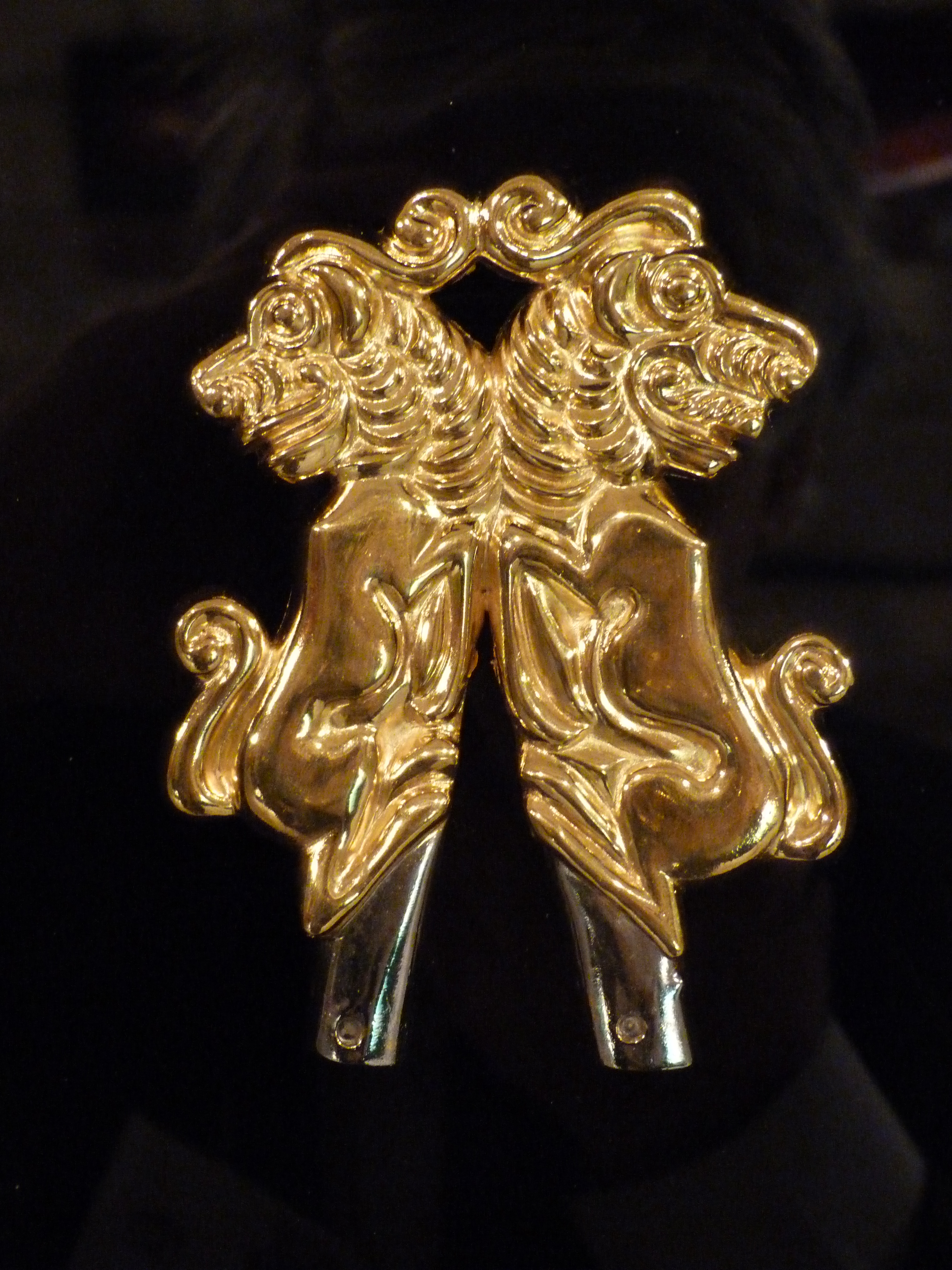
Золотой артефакт Берельского этапа

Бере́льский эта́п — один из этапов развития культуры кочевников Восточного Казахстана эпохи раннего железного века (V—IV века до н. э.). Часто рассматривается в контексте пазырыкской культуры.
Берельский этап является вторым после Майэмерского (Майемерского) (VII—VI века до н. э.) этапом культурного развития кочевников Восточного Казахстана эпохи раннего железного века. Сам же предшествовал так называемому Кулажоргинскому этапу (III—I века до н. э.). Своё название этап получил по имени расположенного в пойме реки Бухтармы Большого Берельского кургана, где были найдены множественные артефакты того периода.
Исследовательские работы этапа в разное время проводились В. В. Радловым, С. С. Сорокиным, М. К. Кадырбаевым, З. С. Самашевым. Артефакты Берельского этапа распространены в западных алтайских предгорьях, зайсанской котловине вплоть до иртышских степей. Главная особенность этого периода заключается в многочисленности памятников и единообразии признаков культуры. Памятники горных районов Верхней Бухтармы сходны с пазырыкской культурой Алтая. Здесь также широко распространены курганы с невысокими каменными насыпями предшествовавшего Майэмирского этапа.
В рядовых погребальных сооружениях строился невысокий, в 3—4 венца, сруб из бревен. В отличие от памятников долины реки Иртыш и Зайсанской котловины, курганные насыпи возводились из земли с применением гальки. В погребальных камерах нет погребений лошадей и деревянных перекрытий. Здесь найдены бронзовые наконечники боевых стрел с тремя лопастями, небольшие бронзовые зеркала, бронзовые и железные кинжалы и топоры. В изобилии обнаружены артефакты прикладного искусства из дерева и кости, золота и бронзы, кожи, меха и войлока. К концу Берельского этапа железо повсеместно вытесняло бронзу .